# 食パン

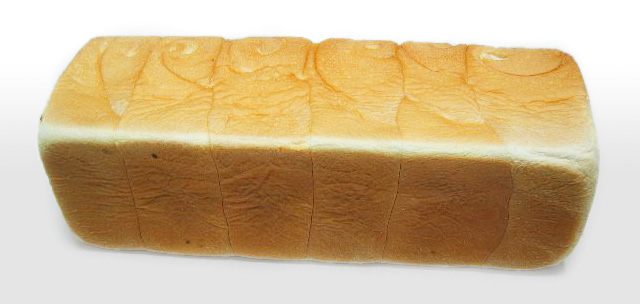
食パン3斤分

食パン（しょくパン）とは、大きな長方形の箱型の型で焼いたパンのこと。

## 概説

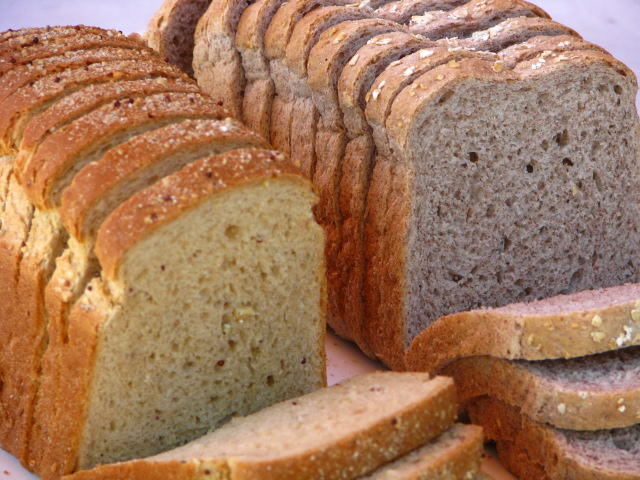
スライスされたインドの食パン

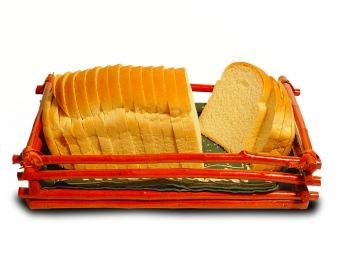
スライスしたパン

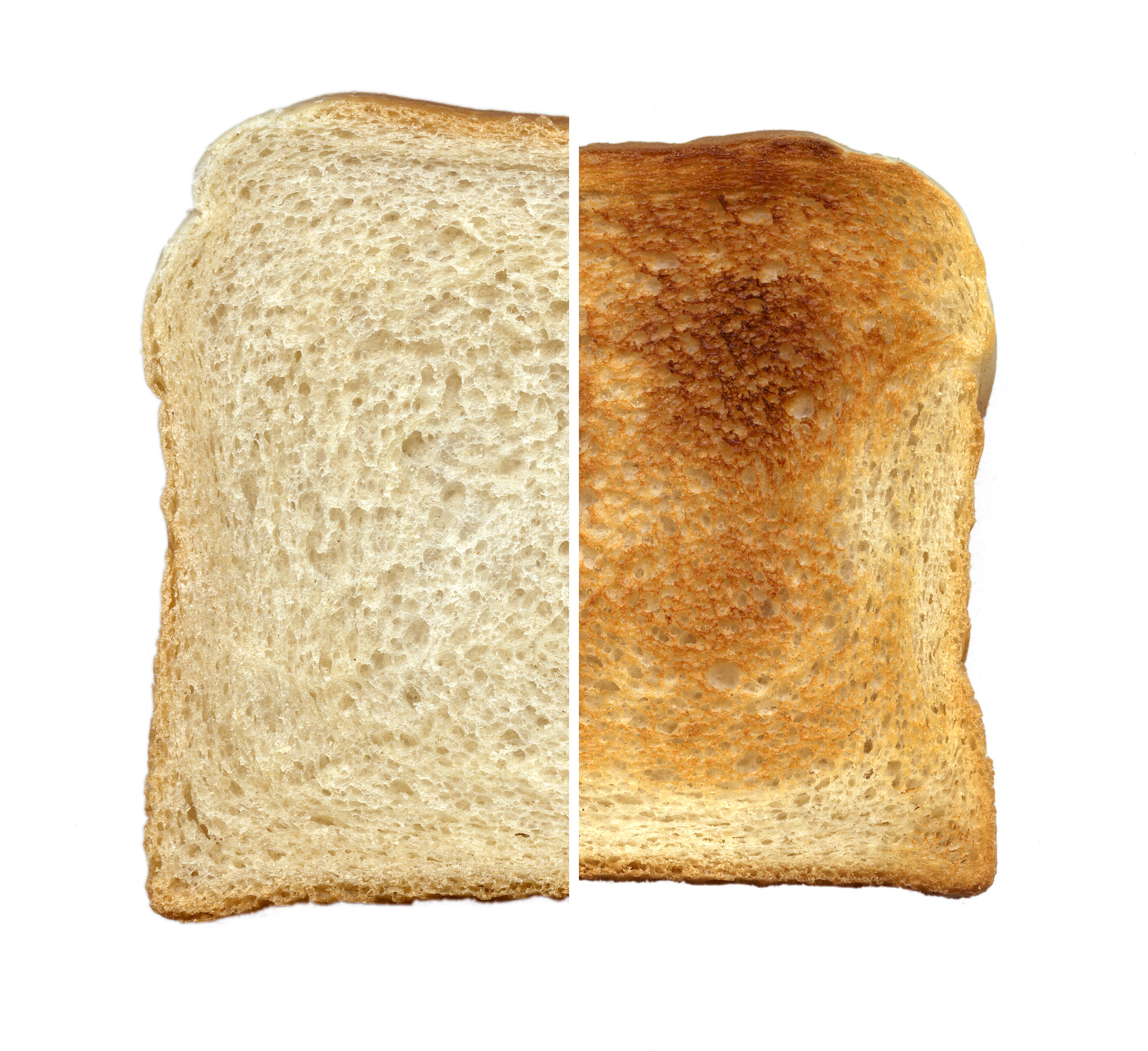
一切れのパン。トースターで焼いた食パン（右側）。トースト。

食パンとは、生地を発酵させ、大きな長方形の箱型の型に入れて焼いたパンのことである。薄く切ってトーストにして食べたり、サンドイッチに用いたりされる。
形により「山型食パン（ラウンドトップ。イギリスパンがこれに相当）」「角型食パン（プルマンブレッド）」「ワンローフ（2 - 3個の山があるイギリスパンに対し、山が1つだけの食パン）」などに分類される。
18世紀頃にイギリスで、カナダ産強力粉を原料として金型に入れて焼いた山型食パンの製造が開始された。イギリス系の植民地や食文化が世界に拡散するとともに、ブリキの箱（tin box）で焼くパンも全世界規模で広まった。別名「ティンブレッド（tin bread）」はこれに由来する。
日本式の食パンは英国の山型白パンやフランスのパン・ド・ミーなどに起源を持つ。日本人の好みや利用法にあわせて食感、材料の比率、形状、焼き加減など変化した独特のパンとなっているが、他地域の類似したパンも日本語の語彙体系で言えば「食パン」に分類できるので、あわせて説明する。

## 名称
「食パン」は主食用パンの略称と言われており、日本での造語である。菓子パンの対義語とされる。
台湾では日本語教育が行われた歴史があり、日本語の影響を強く受けた台湾語では食パンとトーストを「ショッパン（白話字：sio̍k-pháng）」と呼称している（一般的には国語が使われるので吐司（tǔsī）、焼いていないものは白吐司と呼ばれている。）。同じく日本の影響を受けた朝鮮半島では食の漢字音のみ朝鮮語読みして「シッパン（シクパン、식빵 / 食빵、sikppang）」と呼ばれる。そもそもパンそのものを「パン（빵、ppang）」と呼んでいる。

## 構造

### クラム
パンの外皮の内側にある気泡を多く含む軟らかい部分をクラムまたは内相という。
食パンはフランスのパン・ド・ミーに相当する。このmieはフランス語で中身を意味し、クラムの部分を楽しむタイプのパンとして嗜好され、日本でも「パン・ド・ミー」の名称で販売されることがある。
かつて、軟らかく中が白いパンは豊かさの象徴だった。製パン工場で大量生産される廉価なローフブレッドによって、貧困層も従来より高品質な食事で命をつなぐことができるようになり、自家製パンの労働からも解放された。その半面で、手間のかかる郷土料理やホームベイク文化の消失にも繋がっている。

### パン耳
パンの外側の硬く焼き色がついた部分はクラスト（crust）または皮（表皮）というが、食パンの場合は「耳」ともいう。英語では踵を意味する「heel」という呼び方もある。
サンドイッチなどに使う時は耳の部分のやや硬くパサパサした食感を避けるため、日本では切り落として白い部分だけを用いることが多い。パンをまとめて焼き、サンドイッチに加工したりする街のベーカリーや大手の製パン工場にとって「パンの耳」は一種の中途半端な余剰物にあたる。古くから動物園や農家などの動物・家畜の餌（飼料）として活用されてはいたものの結局は捨てられることが多く、それらをどう活用するのかは課題であった。近年では別の商品としての活用例が増えている。
- 末広製菓や山崎製パンが販売する「揚げパンスナック」は、サンドイッチ製造時の副産物であるパン耳を加工・商品化したものである。
- 山崎製パンは「ランチパック」製造時副次産物のパン耳を商品化した「チョコの山」を2009年に発売した[12]。
- 従来はパン粉会社や家畜飼料会社へ提供していたパン耳を、ラスクに加工販売するかつサンド店[13]もある。

家庭などではオーブンなどで軽く焼くとカリカリとした食感になり、ラスクやビスコッティの代用品とすることができる。また、パンの耳を揚げて砂糖や蜂蜜で味つけをし、かりんとうに似た食感の菓子として供することもある。

## 種類と形態

### 分類
食パンには次のような分類がある。
角食パン（角型食パン）
角食パンは、生地を型に入れた後、蓋をして焼いた食パンである。蓋を閉じて焼くためしっとりと滑らかな触感となる。
山食パン（山型食パン）
山食パンは、生地を型に入れた後、蓋をせずに焼いた食パンである。焼く過程で生地が上に伸びるため比較するときめが粗い触感となる。日本では明治時代にイギリス人によって作られたこともあり「イギリスパン」ともいう。
北海道では、四辺が直線の食パンを「角食（かくしょく）」と呼び、一辺が丸い食パンを「山食（やましょく）」と呼ぶ人も多い。
なお、小麦粉に全粒粉を用いたものは全粒食パン（ブラウンブレッド、グラハムブレッド）という。

### 英仏の食パン
イギリスでは焼き型に蓋せず上部が盛り上がった山形である。
近年、イギリス大都市部のパン職人はフランスやドイツ流のサワードウ発酵パンを主流とする。伝統的なローフブレッドは田舎町のパン工房や観光地で探した方が見つけやすい状況にある。
食パンはフランスの「パン・ド・ミー」に相当する。フランスはパンの種類が多様であり、その多くが外側が濃い色にパリパリと固く焼き上げられたものである。フランス語で「mie　ミー」というのは中身のことであり、ハードなクラスト（皮）ではなく、ソフトなクラム（中身）を楽しむパンという意味である。フランスでは日本の食パンに比べてやや小振りなタイプが広く嗜好されている。とは言ってもフランスでは朝食ではクロワッサンなどが主流であるし、サンドイッチに使うパンはあくまでバゲット類が主流なので、全体の流通量に占めるパン・ド・ミーの割合はかなり小さい。

### 日本の食パン
明治初期に日本へイギリスの山型白パンが伝わり、主に外国人向けに製造された。神戸では米騒動を期に食パンが朝食用に用いられた。太平洋戦争後、サンドイッチを食する占領軍兵士の要望を受けて、角型食パンが8枚に切り分けて販売される。後年に食パンの食感が日本人の嗜好へ調整されるようになった。トーストでの供食に好まれる6枚（20mm）、5枚（24mm）、4枚（30mm）など厚切りや、サンドイッチなど調理加工に好まれる10枚（12mm）、12枚（10mm）など薄切りが販売されるなど切り分け厚は多様である。
消費は関西が特に多い。都道府県別の消費量で見ると、近畿の2府4県が上位10位内に入っており、廉価品より高級品、薄切り（6・8枚切）より厚切り（4・5枚切）の販売額が高い。
欧州各国では水と塩だけで練られることが多いのに対して、日本の食パンは牛乳や脱脂粉乳、バター、マーガリン、ショートニングなど油脂類の添加されているものも多い。こうした日本の製品は菓子パンに分類される場合がある。
現代日本において、食パンは主食の1つとして社会の隅々まで普及し切っており、様々な事業者により生産・販売される。大手製パン会社が自社ブランドや小売チェーン等から依頼を受けたプライベートブランド（PB）商品として生産し、特にスーパーやコンビニを中心に卸しているほか、街中のベーカリーでも独自に製造し販売している。家庭のホームベーカリーで作られる事もあるが、炊飯とは異なり、一般的とは言い難い。

#### 製法
日本の食パン基本配合の一例は次のとおり
- 強力粉を100として重量比で
  - イースト 2
  - 水 65
  - 食塩 2
  - 砂糖 6
  - 脱脂粉乳 2
  - 油脂 5

工程はおおまかに言うと、ミキシング（材料を混ぜること）→ 発酵 → 切り分け・丸め → ベンチタイム → 成形・型詰め → 焼成 → 型からの取り出し、といった順になる。
製粉小麦粉類を焼成すると重量は約1.5倍に増加する。用いられる長い箱型の型は、日本では「食パン型」と呼ばれている。
日本の家庭で食パンを作ろうとしても、以前はなかなか困難であった。生地をコネたり発酵させたりといった工程の管理も大変であったが、長い金属型を入れて焼くことができるような大型のオーブンなどを持つ賃貸・分譲・戸建てなどの家庭用住宅の物件が不動産業界から例外的と見なされるほどに少なかったためである。近年、日本の家庭では家庭用パン焼き機（ホームベーカリー）も普及するようになってきており、そのほとんどが工程のコースを選べるようになっており、おおむね基本コースとして「食パン」コースを用意している。家庭用パン焼き機の内部には、テフロン加工などのこびりつかない金属型とヒーターがあり、生地をコネることや発酵も含めて工程のほとんどが自動的に行われるようになっている。

#### 計数単位
食パンの重量は「1斤（きん）」「2斤」……と数える。尺貫法の斤から派生した「英斤」（120匁=450グラム）に由来し、製品重量の時代毎の変遷（シュリンクフレーション）と偏差を考慮して1斤当たりの重量は350 - 400グラムであるのが一般的で、製パン業界の公正競争規約では340g以上と定めている。切り分け前の棒状食パンは1本、2本と数え、切り分け後は1枚、2枚、または1切れ、2切れと数える。

## 美術
木炭デッサンやパステル画では、食パンが微量の水分で糖分も少なく、紙を傷めずに吸着できるため消し具として用いられる。